# 貴船 (一宮市)
貴船（きふね）は、愛知県一宮市の地名。

## 地理

### 河川・池沼
- 大江川

### 交通
- 愛知県道18号大垣一宮線
- 愛知県道151号一宮各務原線

### 施設
- 一宮市立北部中学校
- 一宮市立貴船小学校
- 公営松降住宅
- 貴船保育園
- 一宮教会
- 中保健センター

## 歴史

### 人口の変遷
国勢調査による人口および世帯数の推移。

#### 貴船
| 1995年（平成7年）  | 410世帯 1277人 |  |
| 2000年（平成12年） | 426世帯 1195人 |  |
| 2005年（平成17年） | 431世帯 1100人 |  |
| 2010年（平成22年） | 451世帯 1093人 |  |
| 2015年（平成27年） | 444世帯 993人  |  |
| 2020年（令和2年）  | 456世帯 1014人 |  |

#### 貴船町
| 1995年（平成7年）  | 20世帯 49人   |  |
| 2000年（平成12年） | 20世帯 59人   |  |
| 2005年（平成17年） | 204世帯 631人 |  |
| 2010年（平成22年） | 226世帯 628人 |  |
| 2015年（平成27年） | 244世帯 676人 |  |
| 2020年（令和2年）  | 261世帯 658人 |  |

### WEB
1. 1 2  “愛知県一宮市の町丁・字一覧”.   人口統計ラボ. 2024年4月20日閲覧。
2. 1 2 3 4  総務省統計局 (2022年2月10日). “令和2年国勢調査の調査結果(e-Stat) - 男女別人口，外国人人口及び世帯数－町丁・字等” (CSV). 2023年8月2日閲覧。
3. 1 2  “読み仮名データの促音・拗音を小書きで表記するもの(zip形式) 愛知県” (zip).   日本郵便 (2024年2月29日). 2024年3月26日閲覧。
4. 1 2  “市外局番の一覧” (PDF).   総務省 (2022年3月1日). 2022年3月22日閲覧。
5. ↑  “ナンバープレートについて”.   一般社団法人愛知県自動車会議所. 2024年1月21日閲覧。
6. ↑  “ナンバープレートについて”.   一般社団法人愛知県自動車会議所. 2024年1月21日閲覧。
7. ↑  総務省統計局 (2014年3月28日). “平成7年国勢調査の調査結果(e-Stat) - 男女別人口及び世帯数 －町丁・字等” (CSV). 2021年7月20日閲覧。
8. ↑  総務省統計局 (2014年5月30日). “平成12年国勢調査の調査結果(e-Stat) - 男女別人口及び世帯数 －町丁・字等” (CSV). 2021年7月20日閲覧。
9. ↑  総務省統計局 (2014年6月27日). “平成17年国勢調査の調査結果(e-Stat) - 男女別人口及び世帯数 －町丁・字等” (CSV). 2021年7月21日閲覧。
10. ↑  総務省統計局 (2012年1月20日). “平成22年国勢調査の調査結果(e-Stat) - 男女別人口及び世帯数 －町丁・字等” (CSV). 2021年7月21日閲覧。
11. ↑  総務省統計局 (2017年1月27日). “平成27年国勢調査の調査結果(e-Stat) - 男女別人口及び世帯数 －町丁・字等” (CSV). 2021年7月21日閲覧。
12. ↑  総務省統計局 (2014年3月28日). “平成7年国勢調査の調査結果(e-Stat) - 男女別人口及び世帯数 －町丁・字等” (CSV). 2021年7月20日閲覧。
13. ↑  総務省統計局 (2014年5月30日). “平成12年国勢調査の調査結果(e-Stat) - 男女別人口及び世帯数 －町丁・字等” (CSV). 2021年7月20日閲覧。
14. ↑  総務省統計局 (2014年6月27日). “平成17年国勢調査の調査結果(e-Stat) - 男女別人口及び世帯数 －町丁・字等” (CSV). 2021年7月21日閲覧。
15. ↑  総務省統計局 (2012年1月20日). “平成22年国勢調査の調査結果(e-Stat) - 男女別人口及び世帯数 －町丁・字等” (CSV). 2021年7月21日閲覧。
16. ↑  総務省統計局 (2017年1月27日). “平成27年国勢調査の調査結果(e-Stat) - 男女別人口及び世帯数 －町丁・字等” (CSV). 2021年7月21日閲覧。